# Caiman crocodilus
Il caimano dagli occhiali (Caiman crocodilus Linnaeus, 1758), noto anche come caimano bianco, caimano comune o caimano maculato, è un coccodrillo di medie dimensioni appartenente alla famiglia degli Alligatoridi. Presenta una colorazione brunastra, verdastra o grigio-giallastro e una cresta simile al ponte degli occhiali tra gli occhi, da cui deriva il suo nome comune. Questo animale può raggiungere una lunghezza compresa tra 1,4 e 2,5 metri, con un peso variabile tra 7 e 40 chilogrammi, e i maschi sono generalmente più grandi e pesanti delle femmine. La sua dieta varia a seconda della stagione ed è composta principalmente da granchi, pesci, mammiferi e lumache. La riproduzione avviene tra maggio e agosto, con la deposizione di 14-40 uova nei mesi di luglio e agosto. Questo coccodrillo ha un vasto areale e una popolazione numerosa; è originario di gran parte dell'America Latina ed è stato introdotto negli Stati Uniti, a Cuba e a Porto Rico.

## Tassonomia
Il caimano dagli occhiali fu descritto per la prima volta da Carlo Linneo nel 1758, con il nome originario di Lacerta crocodilus. Da allora, è stato ridescritto più volte, tra cui come Caiman sclerops da Schneider nel 1801. Sebbene Caiman crocodilus sia attualmente il nome scientifico ufficiale della specie, alcuni scienziati preferiscono ancora utilizzare sclerops, poiché il nome crocodilus può generare confusione quando si parla di un caimano.
Il caimano dagli occhiali comprende quattro sottospecie riconosciute:
- C. c. apaporiensis (Medem, 1955) - noto come caimano del Rio Apaporis; endemico della Colombia e forse presente anche nei Llanos venezuelani;
- C. c. chiapasius (Bocourt, 1876) - diffuso in Messico, America Centrale e nelle regioni settentrionali del Sud America;
- C. c. crocodilus (Linnaeus, 1758) - la sottospecie nominale, comunemente conosciuta come caimano dagli occhiali; distribuita in varie aree del Sud America, come Venezuela, Trinidad, Tobago, Brasile, e altre;
- C. c. fuscus (Cope, 1868) - noto come caimano bruno; presente dal Nicaragua fino a Colombia, Ecuador e Venezuela.

In passato, il caimano yacaré (Caiman yacare) era considerato una sottospecie di C. crocodilus, ma oggi è generalmente riconosciuto come una specie distinta.
Si riteneva che il caimano del Rio Apaporis si fosse estinto nel 1981, quando l'ultimo esemplare conosciuto morì in uno zoo. Tuttavia, nel 2019, un esemplare è stato catturato durante il programma televisivo Extinct or Alive e identificato grazie al campionamento del DNA.

## Descrizione

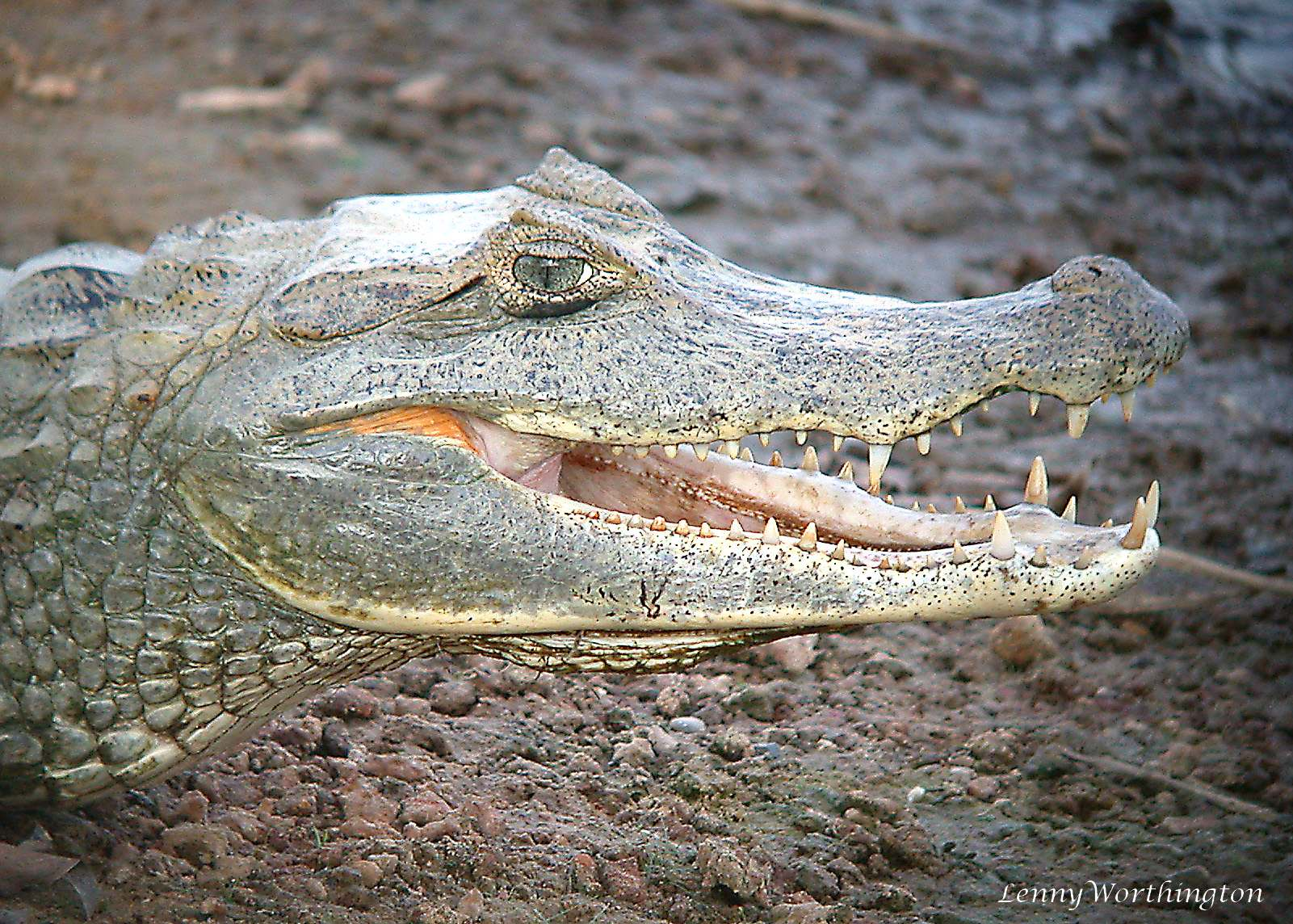
Primo piano della testa, a Llanos, Venezuela

Il caimano dagli occhiali è un coccodrillo di piccole-medie dimensioni. Le femmine generalmente raggiungono una lunghezza compresa tra 1,08 e 1,4 metri (le dimensioni inferiori corrispondono all'inizio della maturità sessuale), ma in rari casi possono arrivare fino a 2 metri. I maschi adulti misurano comunemente tra 1,5 e 1,8 metri, mentre gli esemplari più grandi e maturi possono crescere fino a 2-2,5 metri, anche se solo pochi individui raggiungono tali dimensioni. La lunghezza massima riportata per questa specie è di 2,64 metri. Il peso corporeo della maggior parte degli adulti varia tra 7 e 40 kg, con i maschi significativamente più pesanti delle femmine. Nei Llanos, è stato segnalato che alcuni maschi possano raggiungere un peso di 58 kg.
La parte superiore del corpo è prevalentemente di colore brunastro, verdastro o grigio-giallastro, con bande trasversali marrone scuro, mentre la parte inferiore è più chiara. L'iride è di colore verdastro, e le palpebre sono rugose. Questi animali cambiano colore a seconda della stagione: durante i periodi più freddi, il pigmento nero presente nelle cellule della pelle si espande, facendoli apparire più scuri.
La specie presenta un quarto dente ingrandito e i denti nella mandibola si incastrano in scanalature specifiche. Il muso è lungo e moderatamente affusolato, con una punta non espansa. Diverse creste ossee si estendono dalla zona frontale degli occhi fino alla punta del muso. Il nome comune della specie deriva dalla caratteristica cresta ossea situata tra gli occhi, che ricorda il ponte di un paio di occhiali.

## Biologia

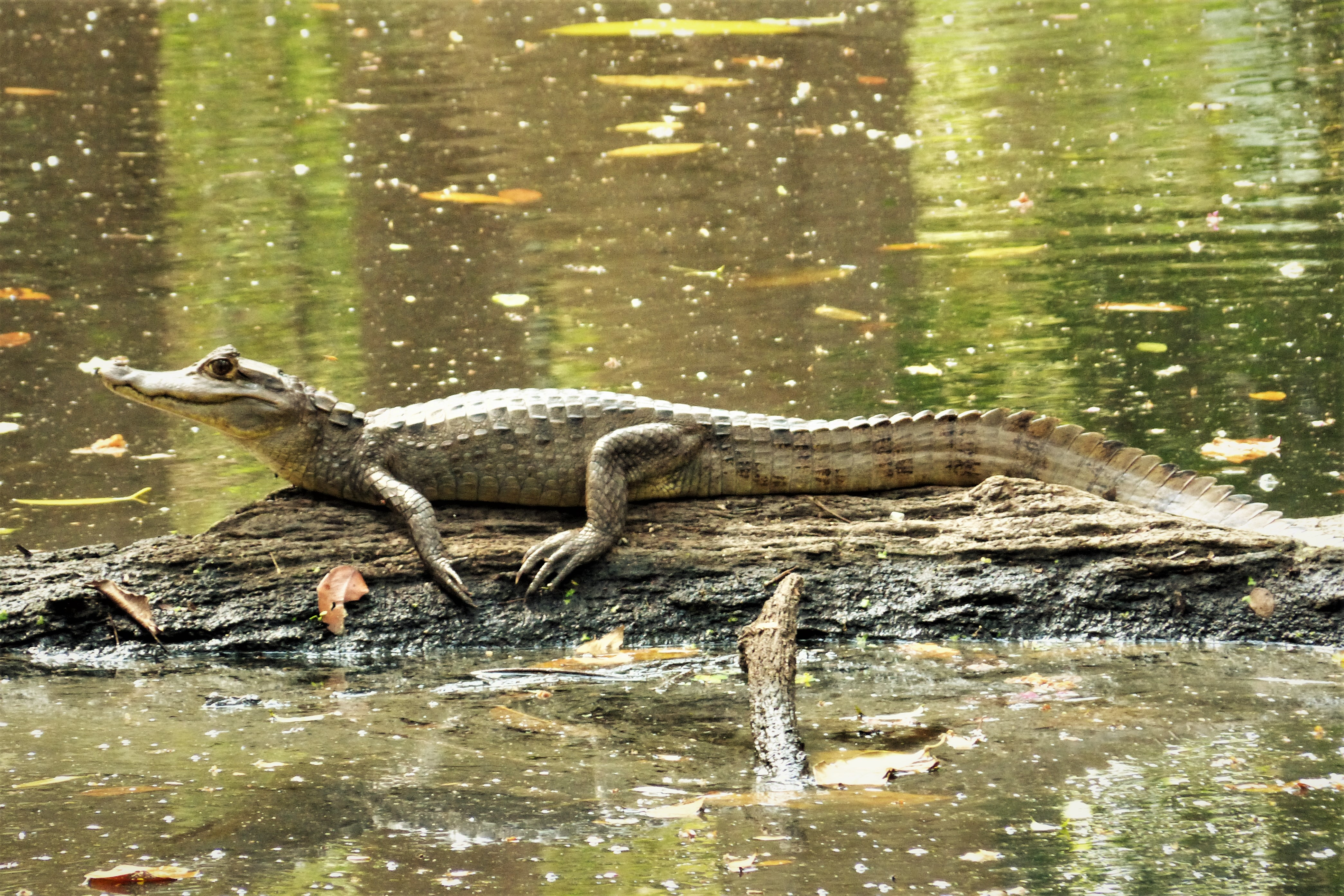
Un esemplare giovane, nella Provincia di Darién, Panama

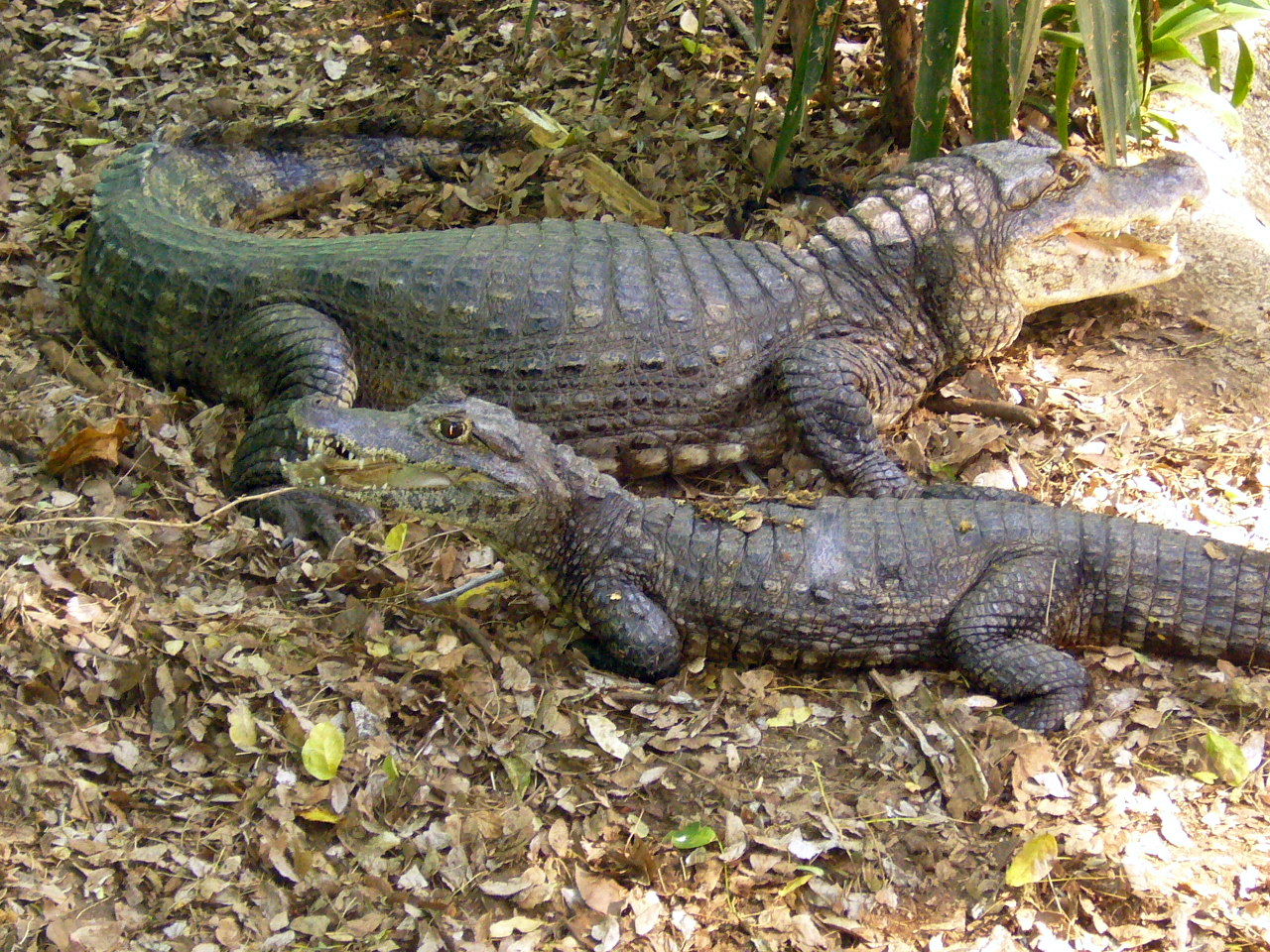
Caimani dagli occhiali a Monterrico, Guatemala

Il caimano dagli occhiali, se minacciato, è in grado di muoversi rapidamente, ma di solito trascorre le giornate immobile, prendendo il sole sulle rive dei fiumi o rimanendo parzialmente sommerso, diventando più attivo durante le ore notturne. Nella stagione delle piogge, i maschi assumono un comportamento molto aggressivo e territoriale, stabilendo tra loro una rigida gerarchia.

### Alimentazione
Questa specie caccia prevalentemente di notte e la sua dieta varia significativamente in base alle stagioni. Durante la stagione delle piogge, il caimano dagli occhiali si nutre principalmente di lumache e granchi d'acqua dolce, mentre nella stagione secca la sua dieta si concentra principalmente sui pesci. Gli esemplari più piccoli tendono a cibarsi soprattutto di insetti e gamberetti d'acqua dolce, mentre quelli più grandi predano più frequentemente mammiferi e pesci. In generale, gli alimenti principali della dieta di questa specie includono granchi, pesci, mammiferi e lumache.
Oltre a questi, altri animali noti per far parte della sua dieta sono anfibi, aracnidi, uccelli, miriapodi e rettili, tra cui lucertole, serpenti e tartarughe. La specie è anche conosciuta per nutrirsi di materiale vegetale: in uno studio condotto a Porto Rico, circa il 55% degli esemplari adulti integrava piante nella propria dieta, principalmente erba e semi. Inoltre, circa l'8% degli adulti e il 6% dei giovani esaminati nello studio avevano gastroliti nello stomaco.
Sebbene in passato si ritenesse che questa specie controllasse le popolazioni di piranha predandoli, studi recenti hanno dimostrato che i piranha non costituiscono una parte significativa della sua dieta, a differenza di quanto accade per il caimano yacare, il caimano nero e il caimano nano di Cuvier. Secondo la Crocodilian Species List, il caimano dagli occhiali è probabilmente una specie generalista, capace di adattarsi a una grande varietà di prede.

### Comunicazione
Il caimano dagli occhiali utilizza nove diverse vocalizzazioni e 13 segnali visivi per comunicare con altri individui della sua specie. Sia gli adulti che i giovani emettono richiami per mantenere la coesione del gruppo. I maschi comunicano anche attraverso movimenti della coda, posizionandola in determinate posture, come verticale o arcuata, per trasmettere informazioni. I giovani vocalizzano principalmente quando si trovano in situazioni di pericolo, mentre le femmine adulte emettono richiami specifici per avvertire i piccoli di potenziali minacce.

### Riproduzione

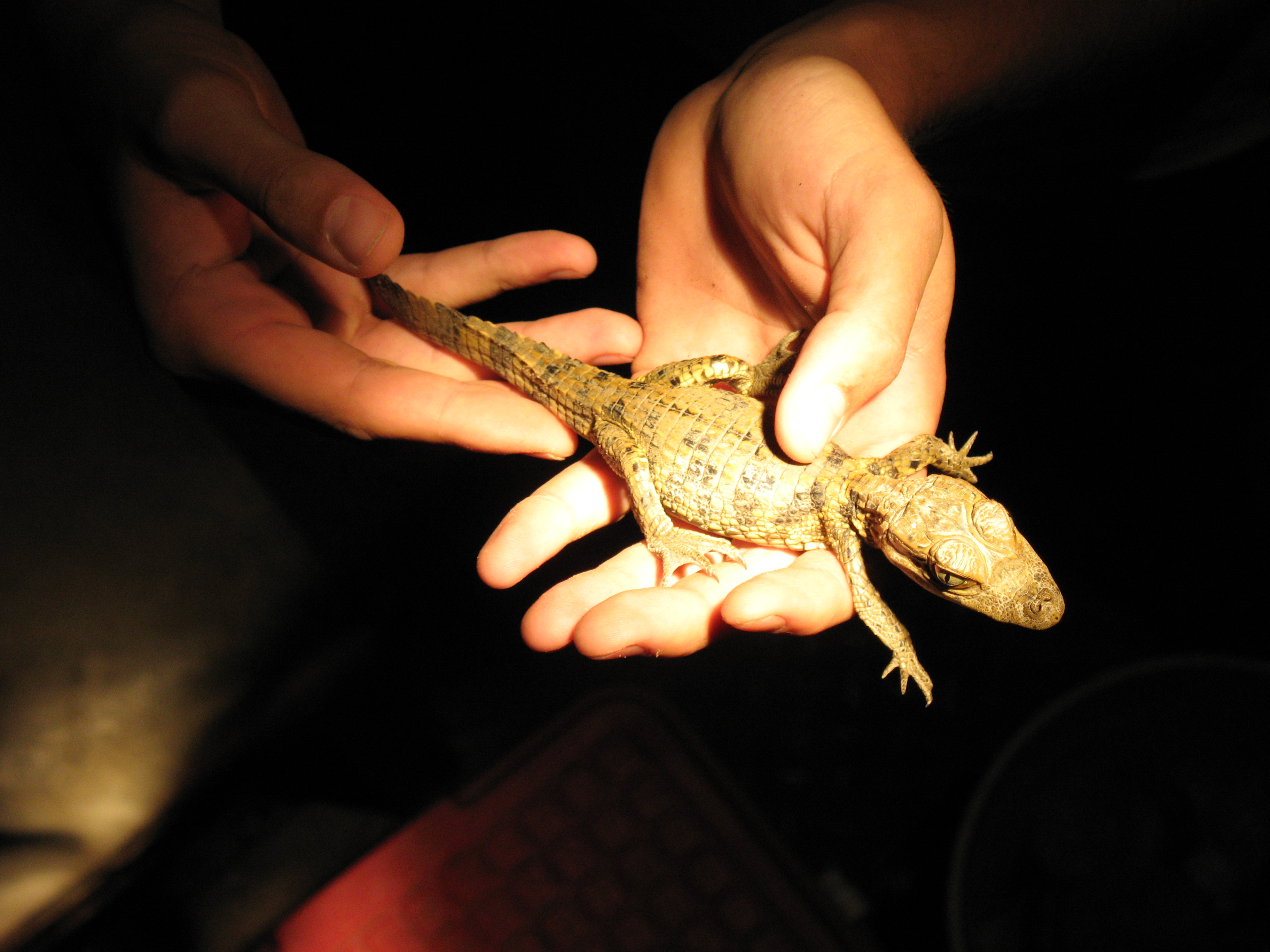
Cucciolo a Los Llanos, Venezuela

Il caimano dagli occhiali raggiunge la maturità sessuale tra i quattro e i sette anni, a una lunghezza di circa 1,2 metri per le femmine e 1,4 metri per i maschi. Generalmente, gli individui più dominanti maturano più rapidamente. La stagione riproduttiva si svolge tra maggio e agosto, durante la stagione delle piogge.
Le femmine costruiscono i nidi in cumuli di fitta vegetazione, situati vicino all'acqua ma in zone non soggette ad allagamenti. I nidi possono avere un diametro superiore a un metro e un'altezza fino a 40 centimetri, a seconda delle risorse disponibili. Le uova vengono deposte tra luglio e agosto, e la nidificazione in inverno è estremamente rara, poiché le basse temperature non sono favorevoli allo sviluppo delle uova.
La dimensione della covata è in media di 22 uova, ma può variare tra 14 e 40. Le femmine più grandi tendono a deporre uova di dimensioni maggiori rispetto a quelle più piccole. Durante l'intero periodo di incubazione, le femmine rimangono vicine ai loro nidi per proteggerli da predatori come le lucertole del genere Tupinambis, coati dal naso bianco e volpi, che spesso fanno irruzione nei nidi per nutrirsi delle uova. Anche le inondazioni e la raccolta di uova da parte delle popolazioni locali rappresentano una minaccia significativa.
La temperatura è cruciale per lo sviluppo delle uova, e le femmine costruiscono i nidi in modo tale da proteggerle dagli sbalzi termici. La decomposizione della vegetazione nei nidi genera calore, che può aumentare la temperatura di circa 5 °C rispetto a un nido coperto solo di fango. Questo calore non solo incuba le uova, ma determina anche il sesso dei piccoli: temperature superiori a 32 °C producono principalmente femmine, mentre temperature più basse favoriscono lo sviluppo di maschi.
I piccoli si schiudono dopo circa 90 giorni, ma solo il 20-25% delle uova si schiude con successo. I cuccioli, lunghi 20-23 centimetri alla nascita, sono caratterizzati da una colorazione gialla con macchie nere, che sbiadisce con l'età.
I genitori si prendono cura dei piccoli organizzandoli in "asili nido" (chiamati crèche), dove una femmina può badare non solo alla propria prole, ma anche a quella di altri individui. Gli adulti si occupano dei loro piccoli per un periodo di 12-18 mesi, durante il quale i cuccioli affrontano molte minacce da parte di predatori come uccelli rapaci, trampolieri, grandi pesci, serpenti e altri coccodrilli.

## Distribuzione e habitat

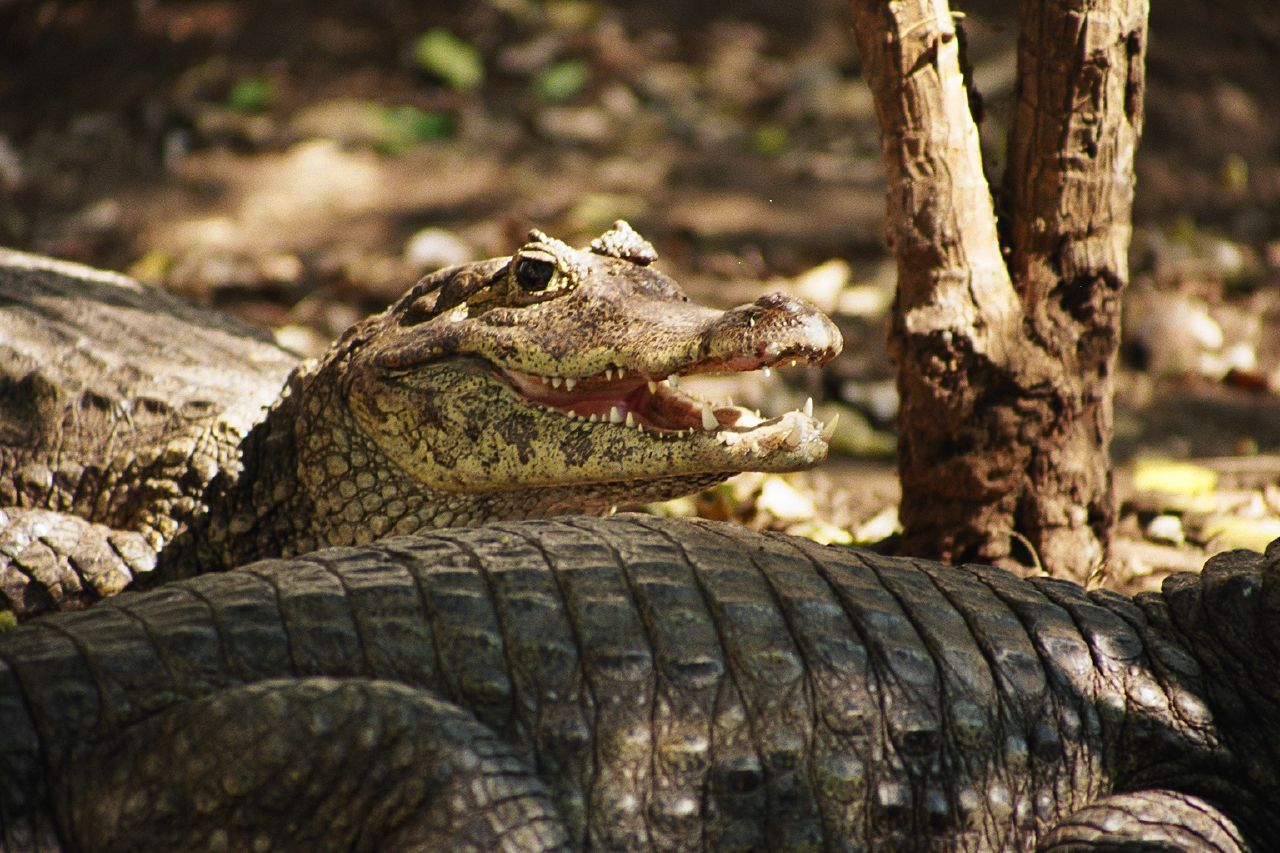
C. crocodilus a Monterrico, Guatemala

Il caimano dagli occhiali possiede l'areale più ampio tra tutti i caimani e tra i coccodrilli del Nuovo Mondo. È distribuito in numerosi paesi delle Americhe, tra cui Brasile, Colombia, Costa Rica, Ecuador, El Salvador, Guyana Francese, Guatemala, Guyana, Honduras, Messico, Nicaragua, Panama, Perù, Suriname, Trinidad e Tobago e Venezuela. Inoltre, potrebbe essere presente anche in Belize e Bolivia. È stato introdotto in alcune aree al di fuori del suo areale naturale, come Isla de la Juventud a Cuba, Porto Rico e Florida negli Stati Uniti. In Florida, viene talvolta confuso con l'alligatore americano (Alligator mississippiensis). Popolazioni invasive si sono stabilite nel sud della Florida, con avvistamenti occasionali più a nord nello stato. Tuttavia, essendo intollerante ai climi freddi, è improbabile che il suo areale si espanda oltre la Florida.
Il caimano dagli occhiali vive in una varietà di habitat, tra cui foreste, specchi d'acqua dolce (come zone umide e fiumi), praterie, arbusti e savane. Predilige acque calme con vegetazione galleggiante, spesso in aree stagionalmente allagate o prosciugate. È più comune nelle aree di bassa quota, ma è stato trovato fino a 800 metri di altitudine. In Brasile, la specie abita numerosi fiumi, tra cui Amazzoni, Araguaia, Araguari, Itapicuru, Rio Negro, Paranaíba, Solimões, Tapajós, Tocantins e Xingu. È anche in grado di sopravvivere in ambienti antropizzati.
La popolazione adulta del caimano dagli occhiali è stimata in milioni di individui ed è considerata stabile. Ad esempio, in Venezuela, si stima che ci siano circa quattro milioni di esemplari, con dati che suggeriscono un'ulteriore crescita della popolazione. Questo dimostra l'elevata capacità di adattamento della specie. Tuttavia, alcune popolazioni, come quelle in Perù, non godono della stessa abbondanza. La stima della popolazione in un'area specifica è più semplice durante la stagione secca, contando gli individui di notte.

## Conservazione

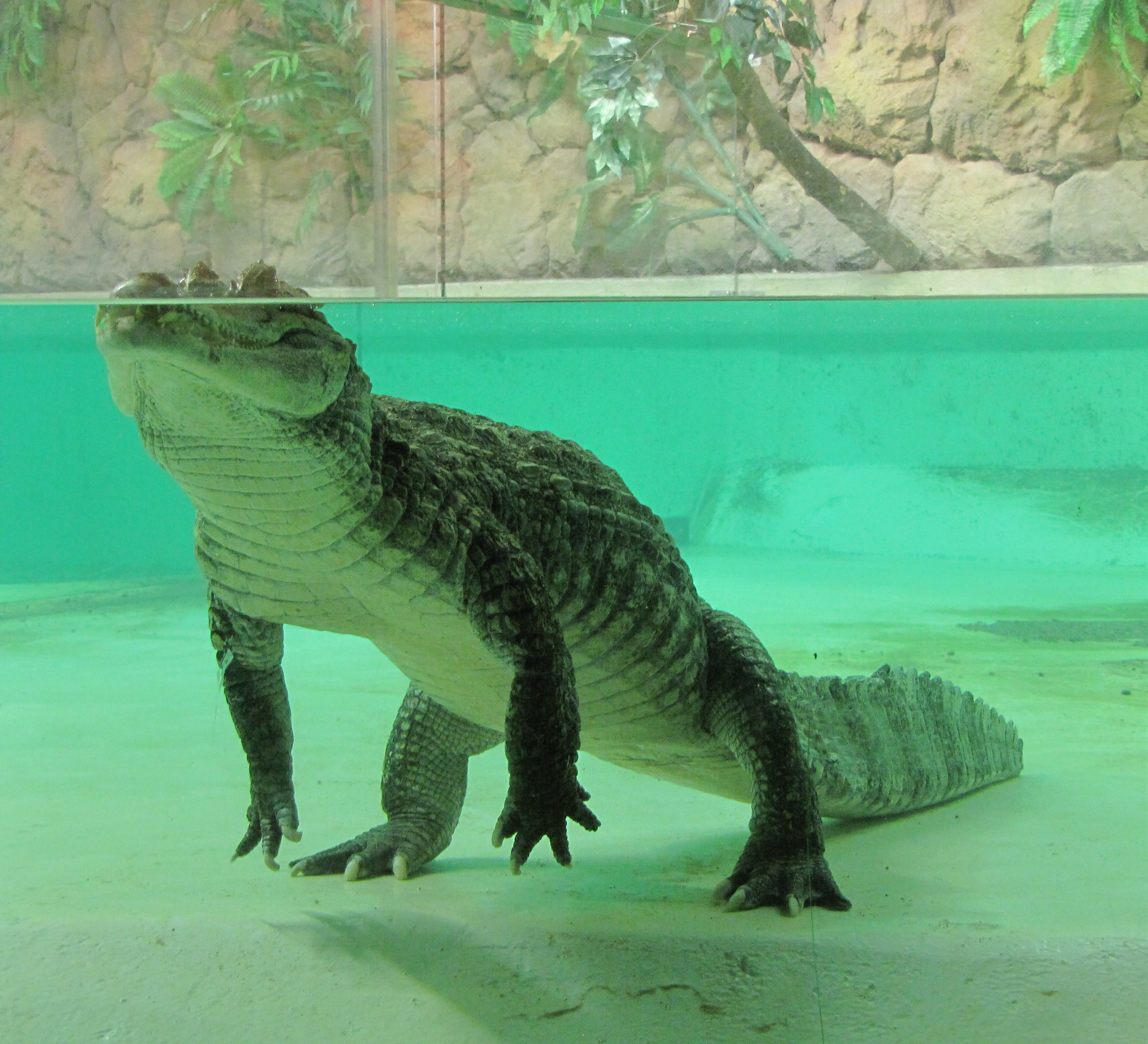
C. crocodilus all'acquario del Tropicario di Helsinki, Finlandia

Il caimano dagli occhiali possiede una pelle ricoperta di osteodermi, il che la rendeva poco pregiata e ha contribuito a salvare la specie dalla caccia intensiva per la sua pelle. Tuttavia, negli anni '50, la raccolta delle pelli di caimano e di altri coccodrilli aumentà significativamente, in seguito alla diminuzione delle popolazioni di altre specie. Durante gli anni '70 e '80, il commercio di questa specie si intensificò, causando un declino delle popolazioni in alcune regioni. La pelle veniva spesso esportata dal Sud America per la produzione di cuoio; tra il 1996 e il 2015, almeno 6 milioni di pelli furono esportate dalla Colombia. Grazie agli sforzi di conservazione, il numero di pelli esportate è stato notevolmente ridotto. Oggi, in molti paesi, la caccia a questa specie è legale. In Venezuela, ad esempio, la caccia è consentita ogni autunno, con un limite di 150.000 individui all'anno. Nonostante ciò, il caimano dagli occhiali è resistente alla caccia, grazie alla sua capacità di riprodursi prima di raggiungere le dimensioni massime e alla tendenza dei cacciatori a concentrarsi sui maschi più grandi. Tuttavia, la specie è gravemente minacciata in Colombia, in particolare le sottospecie C. c. fuscus e, in misura minore, C. c. crocodilus.
Il caimano dagli occhiali beneficia della caccia eccessiva ad altre specie che condividono il suo areale, poiché ciò riduce la competizione per le risorse. Tuttavia, dove è stato introdotto, come a Cuba, Porto Rico e negli Stati Uniti, ha avuto un impatto negativo sulla fauna locale. Si ritiene che sia il principale responsabile della probabile estirpazione del coccodrillo cubano (Crocodylus rhombifer) dall'Isla de la Juventud. La specie compete anche con il caimano nero (Melanosuchus niger), con cui condivide una dieta simile, rendendo più difficile il recupero delle popolazioni di caimano nero. L'estirpazione di quest'ultimo in alcune aree amazzoniche ha permesso al caimano dagli occhiali di espandere il proprio areale.
Numerosi programmi di conservazione sono stati implementati per questa specie in diversi paesi. Una delle strategie più comuni è il cropping, ovvero la riduzione controllata delle popolazioni selvatiche eccessivamente numerose. Tuttavia, gli effetti a lungo termine di questa pratica non sono ancora del tutto compresi. Programmi di allevamento in cattività sono stati utilizzati per ripopolare alcune aree, ma risultano costosi e, in alcuni casi, meno efficaci. In Colombia, un programma attuato tra il 2004 e il 2006 ha allevato caimani dagli occhiali in cattività, liberandoli in natura all'età di un anno. Un altro progetto, tra il 2005 e il 2009, ha rilasciato oltre 15.000 giovani nelle zone umide. Le normative sull'esportazione di pelli in Colombia, che un tempo limitavano le dimensioni a meno di 1,2 metri, sono state modificate nel 2011. Ora i limiti riguardano solo alcune sezioni delle pelli, una misura considerata meno efficace. Secondo l'Unione Internazionale per la Conservazione della Natura (IUCN), ulteriori studi sulla specie sono fondamentali per sviluppare piani di conservazione più efficaci.
Il caimano dagli occhiali è classificato come specie a rischio minimo nella Lista Rossa IUCN, grazie al suo vasto areale e alla numerosa popolazione globale. Questa classificazione segue due precedenti valutazioni del 1986 e 1988, in cui la specie era considerata a rischio. Le sottospecie sono elencate nelle Appendici della CITES come segue:
- C. c. crocodilus: Appendice II;[4]
- C. c. apaporiensis: Appendice I;[34]
- C. c. fuscus: Appendice II.[35]